# Aleksandr Ksienofontow
Aleksandr Siergiejewicz Ksienofontow (ros. Александр Сергеевич Ксенофонтов; ur. 29 sierpnia?/10 września 1895 w Petersburgu, zm. 23 sierpnia 1966 w Moskwie) – radziecki generał porucznik, Bohater Związku Radzieckiego (1945).

## Życiorys
Skończył dwuklasową szkołę, później pracował w manufakturze, od 1913 służył w rosyjskiej armii, ukończył pułkową szkołę młodszych oficerów. Od lutego 1915 do października 1917 walczył na frontach I wojny światowej jako dowódca plutonu i podoficer. W październiku 1917 wstąpił do oddziału Czerwonej Gwardii w Kijowie, brał udział w rewolucji październikowej, później walczył w oddziałach czerwonych na Ukrainie, biorąc udział m.in. w likwidacji antykomunistycznych powstań w Bachmaczu i Konotopie, w 1919 został członkiem RKP(b). Od maja 1919 służył w Armii Czerwonej, brał udział w wojnie domowej w Rosji, skończył kursy czerwonych dowódców w Symbirsku (obecnie Uljanowsk), później walczył przeciwko białej Armii Rosyjskiej Kołczaka. Brał udział w zdobyciu kolejno Tobolska, Iszymu, Omska, Krasnojarska i zajęciu przez bolszewików Irkucka (opanowanego przez eserowskie Centrum Polityczne), a później brał udział w walce na Północnym Kaukazie przeciwko białym Siłom Zbrojnym Południa Rosji. Od lipca 1921 do sierpnia 1923 studiował w wyższej zjednoczonej szkole wojskowej w Kazaniu i później służył w jednostkach szkolnych w Kazaniu i Krasnodarze, w 1925 uczestniczył w likwidacji antykomunistycznego powstania w Chasawiurcie.
W 1929 ukończył kursy „Wystrieł” i został pomocnikiem dowódcy pułku, a w 1931 dowódcą pułku w Północnokaukaskim Okręgu Wojskowym, później został szefem sztabu 66. Dywizji Strzeleckiej i dowódcą 21. Dywizji Strzeleckiej. Od 1938 dowodził 43 Korpusem Piechoty 1 Armii Dalekiego Wschodu, na tym stanowisku brał udział w walkach z Japończykami na granicy z Mandżurią, w tym w walkach nad jeziorem Chasan.
W 1941 ukończył kursy doskonalenia kadry dowódczej i 3 czerwca 1941 objął dowództwo 22 Korpusu Piechoty 11 Armii Nadbałtyckiego Specjalnego Okręgu Wojskowego. Na tym stanowisku od 22 czerwca 1941 uczestniczył w wojnie z Niemcami na Froncie Północno-Zachodnim, we wrześniu 1941 został zastępcą dowódcy 11 Armii Frontu Północno-Zachodniego, w grudniu 1941 zastępcą dowódcy 60 Armii i 3 Armii Uderzeniowej Frontu Kalinińskiego; od marca 1942 pełnił obowiązki dowódcy tej armii. Od 27 kwietnia do października 1942 dowodził 53 Armią Frontu Północno-Zachodniego, po czym został zastępcą dowódcy 16 Armii Frontu Zachodniego, od listopada do grudnia 1942 był zastępcą dowódcy 20 Armii Frontu Zachodniego, a później dowódcą 8 Gwardyjskiego Korpusu Piechoty Frontu Zachodniego. Od maja do czerwca 1943 był zastępcą dowódcy 11 Gwardyjskiej Armii Frontu Zachodniego, od czerwca do września 1943 dowódcą 36 Gwardyjskiego Korpusu Piechoty, od września do listopada 1943 ponownie zastępcą dowódcy 11 Gwardyjskiej Armii, a od 16 do 25 listopada 1943 dowódcą 11 Gwardyjskiej Armii Frontu Zachodniego. W grudniu 1943 objął dowództwo 8 Gwardyjskiego Korpusu Pancernego na 1 Froncie Nadbałtyckim, od stycznia do marca 1944 ponownie był zastępcą dowódcy 11 Gwardyjskiej Armii (tym razem na Froncie Nadbałtyckim), od marca do maja 1944 był pomocnikiem dowódcy 1 Frontu Nadbałtyckiego, a od maja do sierpnia 1944 dowódcą 2 Gwardyjskiego Korpusu Pancernego 6 Gwardyjskiej Armii 1 Frontu Nadbałtyckiego. Od sierpnia 1944 do końca wojny dowodził 54 Korpusem Piechoty 2 Gwardyjskiej Armii na 1 Froncie Nadbałtyckim i od stycznia 1945 w 43 Armii na 3 Froncie Białoruskim. 13 września 1941 był ranny w walce.
Brał udział w walkach obronnych na Litwie, Łotwie i w obwodzie pskowskim i leningradzkim (w tym pod Ługą) w 1941, w operacji toporiecko-chołmskiej i walkach na południe od Rżewa w 1942, w walkach w obwodzie orłowskim i kurskim, wyzwalaniu Briańska i operacji newelskiej w 1943, w walkach o Witebsk, operacji białoruskiej m.in. na terytorium obwodu witebskiego i Litwy w 1944 i w operacji wschodniopruskiej (w tym w szturmie na Królewiec) w 1945. Jako zastępca dowódcy 1 Armii Czerwonego Sztandaru 1 Frontu Dalekowschodniego brał udział w wojnie z Japonią latem 1945, po zakończeniu działań wojennych został dowódcą 87 Korpusu Piechoty na Dalekim Wschodzie, od września 1947 do czerwca 1948 był dowódcą 1 Gwardyjskiego Korpusu Piechoty w Moskiewskim Okręgu Wojskowym, później został pomocnikiem dowódcy Uralskiego Okręgu Wojskowego. Od lipca 1950 do lipca 1951 uczył się na wyższych kursach akademickich przy Wyższej Akademii Wojskowej, od lutego 1951 do 29 kwietnia 1953 był pomocnikiem dowódcy Moskiewskiego Okręgu Wojskowego, następnie zakończył służbę wojskową. Został pochowany na Cmentarzu Nowodziewiczym.

## Awanse
- kombrig (17 grudnia 1938)
- komdiw (20 lutego 1939)
- generał major (4 czerwca 1940)
- generał porucznik (17 listopada 1943)

## Odznaczenia
- Złota Gwiazda Bohatera Związku Radzieckiego (19 kwietnia 1945)
- Order Lenina (dwukrotnie, 21 lutego 1945 i 19 kwietnia 1945)
- Order Czerwonego Sztandaru (czterokrotnie, 22 lutego 1938, 22 lipca 1944, 3 listopada 1944 i 24 czerwca 1948)
- Order Kutuzowa I klasy (8 września 1945)
- Order Suworowa II klasy (27 sierpnia 1943)
- Medal jubileuszowy „XX lat Robotniczo-Chłopskiej Armii Czerwonej” (1938)
- Medal „Za zdobycie Królewca” (1945)
- Medal „Za zwycięstwo nad Niemcami w Wielkiej Wojnie Ojczyźnianej 1941–1945” (1945)
- Medal „Za zwycięstwo nad Japonią” (1945)
- Medal jubileuszowy „30 lat Armii Radzieckiej i Floty” (1948)